# Archidiocèse d'Arequipa
L'archidiocèse d'Arequipa (en latin : Archidioecesis Arequipensis ; en espagnol : Arquidiócesis de Arequipa) est un archidiocèse métropolitain de l'Église catholique du Pérou.

## Territoire

Archidiocèse d'Arequipa
Suffragants

Il comprend les trois provinces d'Arequipa, de Caylloma et d'Islay du département d'Arequipa. Les autres provinces de ce département sont gérées par les prélatures territoriales de Chuquibamba et de Caravelí. Son territoire s'étend sur 27 588 km divisé en 75 paroisses. 
Le siège archiépiscopal est dans la ville d'Arequipa avec la basilique-cathédrale de Notre-Dame. Dans la même ville on peut visiter le couvent Santa Catalina qui ressemble à un village avec des rues. C'est dans ce couvent que la bienheureuse Anne des Anges Monteagudo a vécu et c'est dans ce lieu que se conserve ses reliques.
La dévotion envers Notre-Dame de Chapi (es) est une des plus importantes du sud du Pérou. 

## Histoire
Le diocèse d'Arequipa est érigé une première fois le 16 avril 1577 par la bulle Apostolatus officium du pape Grégoire XIII en prenant sur le territoire du diocèse de Cuzco (aujourd'hui archidiocèse de Cuzco). Cependant, l'opposition de Sebastián Lartaún, évêque de Cuzco, empêche l'exécution de la bulle et l'établissement du diocèse reste lettre morte. L'évêque déjà nommé à ce siège, le dominicain Antonio de Hervías, est transféré au diocèse de Verapaz au Guatemala.
Le diocèse est érigé une seconde fois le 20 juillet 1609 par la bulle In supereminenti sedis du pape Paul V et nommé  suffragant de l'archidiocèse de Lima. Le 5 janvier 1612, Paul V définit les limites du nouveau diocèse par un bref apostolique qui devient exécutif le 8 mars 1614.
En 1619, l'évêque Pedro de Perea Díaz crée le séminaire diocésain de saint Jérômequi commence à fonctionner en 1622.
Durant la guerre du Pacifique (1879-1884), l'armée chilienne envahit la région de Tarapacá et gagne la bataille d'Arica contre le Pérou. Le Chili contrôle la région dès 1880 mais cela devient officiel trois ans plus tard lors du traité d'Ancón. Le diocèse d'Arequipa cède donc la région de Tarapacá en 1880 pour l'érection du vicariat apostolique de Tarapacá. Le 20 décembre 1929, le vicariat devient le diocèse d'Iquique ; le même jour, Arequipa lui cède la province d'Arica qui appartient au Chili.
Le 19 septembre 1940, le pape Pie XII donne le titre de basilique à la cathédrale d'Arequipa.
Le 23 mai 1943, le diocèse est élevé au rang d'archidiocèse métropolitain par la bulle Inter praecipuas du pape Pie XII avec le  diocèse de Puno comme suffragant,.
Au XXe siècle, il cède à plusieurs reprises du territoire pour l'érection de nouvelles juridictions ecclésiastiques. Le 18 décembre 1944 pour la création du diocèse de Tacna (aujourd'hui diocèse de Tacna et Moquegua), le 21 novembre 1957 pour la prélature territoriale de Caravelí et le 5 juin 1962 pour la prélature territoriale de Chuquibamba.
Le 2 février 1985, Arequipa reçoit la visite du pape Jean-Paul II qui vient spécialement couronner la statue de la Vierge de Chapi et procéder à la béatification d'Anne des Anges Monteagudo.

## Évêques et archevêques
- Liste des évêques et archevêques d'Arequipa